# داروين (وحدة)
داروين (د) هي وحدة التغير التطوري التي أسسها جون بوردون ساندرسون هولدين في عام 1949. تمثل الداروين الواحدة تغيير نيبري e (يعادل نحو 2.718) في صفة معينة خلال فترة مليون عام. سمى هولدين الواحدة تيمنًا باسم العالم تشارلز داروين.

## المعادلة
معادلة حساب التغير التطوري في واحدة الداروين هي:
{\displaystyle r={\frac {{\rm {ln}}X_{2}-{\rm {ln}}X_{1}}{\Delta t}}}
حيث:
يعبر كل من {\displaystyle X_{1}} و {\displaystyle X_{2}} عن القيم الأولية والنهائية لصفة معينة.
ويدل ∆t على تغير الزمن خلال ملايين السنين.
يوجد شكل بديل لهذه المعادلة هو:
{\displaystyle r={\frac {{mln}rac{X_{2}}{X_{1}}}{\Delta t}}}
ونظرًا لأن الفرق بين لوغاريتمين طبيعيين يمثل نسبة دون أبعاد يمكن قياس الصفة في أي واحدة نريد. وأيضًا لهذا السبب فإن واحدة داروين هي الصيغة التخصصية لمقلوب المليون سنة {\displaystyle Ma^{-1}}

## التطبيقات
يعتبر المقياس مفيد للغاية في علم الحفريات القديمة، حيث يمكن مقارنة التغيرات التطورية الكبروية في أبعاد الحفريات. ويعد هذا المقياس عند استخدامه مقياسًا غير مباشر لأنه يعتمد على البيانات الشكلية بدلًا من الاعتماد على البيانات الوراثية. هناك حاجة إلى عدّة أنواع من البيانات للتغلب على الاختلاف الطبيعي بين الاعداد الكبيرة. تقيس واحد الداروين تطور صفة واحدة معينة فقط وليس تطور النوع كاملًا. قد تتطور صفات متنوعة بمعدلات مختلفة ضمن النوع الواحد. ومع ذلك يمكن استخدام تطور الصفات لاستنتاج تطور الانواع كطريقة بديلة.
لا يمكن الحصول على المعلومات الجينية من الحفريات، ولكن تعتمد التقنيات الحديثة المطبقة على الكائنات الموجودة الآن (والتي طُورت بعد فترة هالدين) على البيانات الوراثية (علم الوراثة العرقي).
يهتم المقياس في الواقع بنسبة الأحجام الأصلية والجديدة للهيكل وبالتالي فإن المعدل المحسوب لا يعتمد على الواحدات المستخدمة أو على الحجم المطلق للهياكل التي تمت دراستها. ومن المعروف أنَّ قياس النسبة يختلف إذا أردنا مقارنة معدل التغير في طول بنية معينة أو مساحتها أو حجمها. لذلك إذا أردنا مقارنة معدلات تطور البراغيث والأفيال فيمكننا استخدام واحدة داروين للنسبة، ولكن يجب أن نكون حذرين حتى لا نقارن التغيير في الطول مع التغيير في الحجم.